# Jasienówka
Jasienówka – wieś w Polsce położona w województwie podlaskim, w powiecie siemiatyckim, w gminie Dziadkowice.
| SIMC    | Nazwa           | Rodzaj  |
| ------- | --------------- | ------- |
| 0028270 | Mała Jasienówka | kolonia |

W latach 1975–1998 miejscowość administracyjnie należała do województwa białostockiego.
Wierni kościoła rzymskokatolickiego należą do parafii Matki Bożej Bolesnej w Osmoli.

## Historia
W pierwszej połowie XIX wieku Piotr i Maria Miłkowscy wyruszyli konnym zaprzęgiem do Częstochowy na Jasną Górę. Z tej wyprawy przywieźli do Jasienówki figurkę Matki Boskiej i Świętego Antoniego. W centralnym punkcie wsi wybudowali małą kapliczkę (wymiary: szerokość - 180 cm; głębokość - 165 cm; wysokość - 510 cm + krzyż), umieszczając figurkę Matki Boskiej na dole, a drugą na górze. Kapliczka ta przetrwała wszystkie zawieruchy i stoi do dziś. 